# 大西辰彦
大西 辰彦（おおにし たつひこ）は日本の経済学者、嵐山鵜飼観光文化振興協会理事長、学位は経営学修士。専攻は中小企業論、京都産業論。

## 履歴
1981年関西学院大学法学部卒業、関西学院大学大学院 修士（経営学）修了。
2011年、京都産業大学教員になる。

## 著作
- 『「京都流」という方法 : 受け継がれるベンチャー精神』（のぞみ、2005年）
- 『やさしい京都学』（のぞみ、2007年）

## 人物
大学時代は野球やアメフトに熱中し、京都産業大学でもアメフト部部長、現在は京都産業大学ゴルフ部部長も務める。

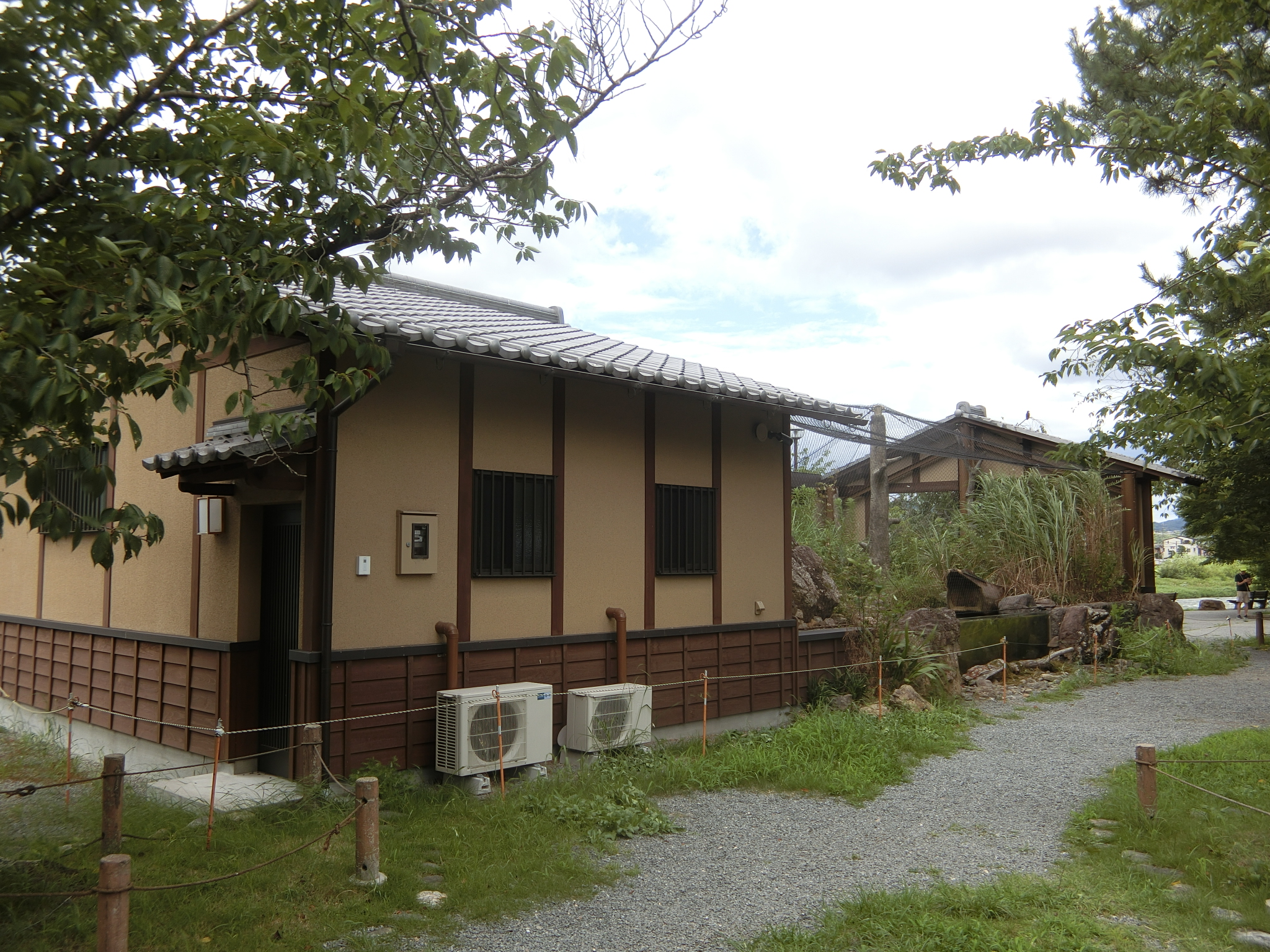
鵜飼小屋

2017年「嵐山通船」（京都市右京区）が鳥インフルエンザの感染により多数の鵜が死亡してしまい、事業の継続が困難な状態に陥った。この時山階鳥類研究所の奥野卓司や門川大作京都市長によって鵜飼文化の振興と鵜飼小屋の建設・維持を目的として秋篠宮文仁親王を名誉総裁に推戴して嵐山鵜飼観光文化振興協会が創設されるとその理事長に就任した。現在はその職は奥野卓司に譲っているが鵜小屋の維持管理に心を砕いている。
嵐山の鵜飼文化の消滅を食い止めた功労者の一人である。